# دامیان بلاوم
دامیان بلاوم (به انگلیسی: Damián Blaum) (زادهٔ ۱۱ ژوئن ۱۹۸۱) شناگر اهل آرژانتین است.